# Metiltioribuloza 1-fosfatna dehidrataza
Metiltioribuloza 1-fosfatna dehidrataza (EC 4.2.1.109, 1-PMT-ribuloza dehidrataza, S-metil-5-tio-D-ribuloza-1-fosfat hidrolijaza) je enzim sa sistematskim imenom S-metil-5-tio--ribuloza-1-fosfat 4-hidrolijaza (formira 5-(metiltio)-2,3-dioksopentil-fosfat). Ovaj enzim katalizuje sledeću hemijsku reakciju
-metil-5-tio--ribuloza 1-fosfat {\displaystyle \rightleftharpoons } 5-(metiltio)-2,3-dioksopentil fosfat + H2O
Ovaj enzim učestvuje u procesu spasavanja metionina.

## Literatura
- Nicholas C. Price; Lewis Stevens (1999). Fundamentals of Enzymology: The Cell and Molecular Biology of Catalytic Proteins (Third изд.). USA: Oxford University Press. ISBN 019850229X.
- Eric J. Toone (2006). Advances in Enzymology and Related Areas of Molecular Biology, Protein Evolution (Volume 75 изд.). Wiley-Interscience. ISBN 0471205036.
- Branden C; Tooze J. Introduction to Protein Structure. New York, NY: Garland Publishing. ISBN 0-8153-2305-0.
- Irwin H. Segel. Enzyme Kinetics: Behavior and Analysis of Rapid Equilibrium and Steady-State Enzyme Systems (Book 44 изд.). Wiley Classics Library. ISBN 0471303097.

## Spoljašnje veze
- Methylthioribulose+1-phosphate+dehydratase на 